# 香蕉水
香蕉水（lacquer thinner, banana oil, isoamyl acetate），又名天那水，是一种由多种有机溶剂配制而成的溶液。因有乙酸戊酯或乙酸异戊酯的香蕉味，故得名香蕉水。

## 性质
无色透明液体。极易挥发和燃烧。对人体有一定毒性。应在通风处使用，避免火种，密闭、阴暗处贮存。

## 成分
市售香蕉水可通过下列方法配制：
- 甲苯（45％）、乙酸丁酯（25％）、乙酸乙酯（18％）、正丁醇（10％）、丙酮（2％）　　　或
- 甲苯（50％）、乙酸丁酯（18％）、乙酸乙酯（14％）、正丁醇（10％）、乙醇（8％）

## 用途
主要用于溶解或稀释硝酸纤维素（硝基清漆）和其他清漆。同时亦常用于清洗PCB上附着之松香。

## 延伸阅读
- 顾翼东主编. . 上海: 上海辞书出版社. 2003: 600. ISBN 7-5326-1335-6.